# Crusaders (Rugby)
Die Crusaders (dt. die Kreuzzügler; früher Canterbury Crusaders genannt) sind eine Rugby-Union-Mannschaft in der neuseeländischen Stadt Christchurch. Die Mannschaft spielt in der internationalen Super-Rugby-Liga. Sie repräsentiert die Regionalverbände Buller RFU, Canterbury RFU, Mid Canterbury RFU, South Canterbury RFU, Tasman RU und West Coast RFU. Das Einzugsgebiet der Franchise umfasst somit den nördlichen und mittleren Teil der Südinsel. Die Heimspiele werden im Rugby League Park ausgetragen. Mannschaftsfarben sind Rot und Schwarz.

## Geschichte
Die im Jahr 1996 gebildete Mannschaft erreichte in ihrer ersten Saison lediglich den zwölften und letzten Platz der damaligen Super 12. Danach konnte sie sich aber erheblich steigern und etablierte sich als stärkste neuseeländische Mannschaft.
Bisher gewannen die Crusaders zehn Mal den Meistertitel (1998, 1999, 2000, 2002, 2005, 2006, 2008, 2017, 2018, 2019). Viermal wurden sie im Endspiel bezwungen (2003, 2004, 2011, 2014). Im Jahr 2002 hatten die Crusaders eine perfekte Saison; sie blieben in allen Vorrundenspielen, im Halbfinale und im Finale ungeschlagen.

## Spieler und Trainer

### Aktueller Kader
Der Kader für die Saison 2020:

### Rekorde

#### Meiste Spiele
|     | Name           | Spiele |
| --- | -------------- | ------ |
| 1.  | Wyatt Crockett | 203    |
| 2.  | Corey Flynn    | 151    |
| 3.  | Owen Franks    | 145    |
| 3.  | Richie McCaw   | 145    |
| 3.  | Kieran Read    | 145    |
| 6.  | Daniel Carter  | 141    |
| 7.  | Andrew Ellis   | 140    |
| 8.  | Ryan Crotty    | 137    |
| 9.  | Sam Whitelock  | 131    |
| 10. | Reuben Thorne  | 129    |

#### Meiste Punkte
|     | Name            | Punkte |
| --- | --------------- | ------ |
| 1.  | Daniel Carter   | 1711   |
| 2.  | Andrew Mehrtens | 990    |
| 3.  | Colin Slade     | 348    |
| 4.  | Leon MacDonald  | 327    |
| 5.  | Tom Taylor      | 274    |
| 6.  | Israel Dagg     | 268    |
| 7.  | Caleb Ralph     | 260    |
| 8.  | Marika Vunibaka | 175    |
| 9.  | Steven Brett    | 164    |
| 10. | Ben Blair       | 159    |

### All Blacks
Folgende Spieler der Crusaders wurden für die All Blacks berufen.
| - Pita Alatini - Paula Bale - Scott Barrett - Norm Berryman - Dominic Bird - Todd Blackadder - Ben Blair - George Bridge - Sam Broomhall - Daniel Carter - Ron Cribb - Wyatt Crockett - Ryan Crotty - Israel Dagg - Mike Delany - Tom Donnelly - Andrew Ellis - Greg Feek - Ross Filipo - Corey Flynn - Ben Franks - Owen Franks - Rico Gear - Daryl Gibson | - Jack Goodhue - Zac Guildford - Scott Hamilton - Mark Hammett - Sam Harding - David Havili - Dave Hewett - Andrew Hore - Chris Jack - Campbell Johnstone - Tanerau Latimer - Casey Laulala - Nepo Laulala - Reynold Lee-Lo - Richard Loe - Leon MacDonald - Justin Marshall - Aaron Mauger - Norm Maxwell - Mark Mayerhofler - Richie McCaw - Andrew Mehrtens - Brad Mika - Joe Moody | - Richie Moʻunga - Kevin O’Neill - Caleb Ralph - Kieran Read - Sevu Reece - Mark Robertson - Scott Robertson - Luke Romano - Isaac Ross - Kevin Senio - Colin Slade - Greg Somerville - Seta Tamanivalu - Codie Taylor - Tom Taylor - Brad Thorn - Reuben Thorne - Matt Todd - Mose Tuiali'i - George Whitelock - Luke Whitelock - Sam Whitelock - Ali Williams - Sonny Bill Williams |

### Nationalspieler
Folgende Spieler der Crusaders wurden für andere Nationalmannschaften berufen.
| - Michael Alaʻalatoa - Vilimoni Delasau - Kieron Fonotia - Kahn Fotuali’i - Leon Fukofuka - Digby Ioane - Pat Lam - Sean Maitland - Nasi Manu - Tony Marsh - Andy Miller - Matt Mustchin - Nemani Nadolo | - Fatuli Paea - Ti’i Paulo - Jared Payne - Tusi Pisi - Pete Samu - Afato So’oalo - Nafi Tuitavake - Telusa Veainu - Ben Volavola - Marika Vunibaka - Thomas Waldrom - Julian White - Paul Williams |

### Ehemalige Trainer
- Vance Stewart (1996–1997)
- Wayne Smith (1997–1999)
- Robbie Deans (2000–2008)
- Todd Blackadder (2008–2016)

## Platzierungen

### Super 12
| Jahr | Spiele | Siege | Unent. | Ndlg. | Spiel- punkte | Diff. | Bonus- punkte | Tabellen- punkte | Platz | Playoffs                          |
| ---- | ------ | ----- | ------ | ----- | ------------- | ----- | ------------- | ---------------- | ----- | --------------------------------- |
| 1996 | 11     | 2     | 1      | 8     | 234:378       | −144  | 3             | 13               | 12.   |                                   |
| 1997 | 11     | 5     | 1      | 5     | 272:235       | +37   | 4             | 26               | 6.    |                                   |
| 1998 | 11     | 8     | 0      | 3     | 340:260       | +80   | 9             | 41               | 2.    | Finalsieg gegen Auckland Blues    |
| 1999 | 11     | 7     | 1      | 3     | 324:262       | +62   | 3             | 33               | 1.    | Finalsieg gegen Otago Highlanders |
| 2000 | 11     | 8     | 0      | 3     | 369:293       | +76   | 7             | 39               | 1.    | Finalsieg gegen Brumbies          |
| 2001 | 11     | 4     | 0      | 7     | 307:331       | −24   | 7             | 23               | 10.   |                                   |
| 2002 | 11     | 11    | 0      | 0     | 469:264       | +205  | 7             | 51               | 1.    | Finalsieg gegen Brumbies          |
| 2003 | 11     | 8     | 0      | 3     | 358:263       | +95   | 8             | 40               | 2.    | Finalniederlage gegen Blues       |
| 2004 | 11     | 7     | 0      | 4     | 345:303       | +42   | 6             | 34               | 2.    | Finalniederlage gegen Brumbies    |
| 2005 | 11     | 9     | 0      | 2     | 459:281       | +178  | 8             | 44               | 1.    | Finalsieg gegen Waratahs          |

### Super 14
| Jahr | Spiele | Siege | Unent. | Ndlg. | Spiel- punkte | Diff. | Bonus- punkte | Tabellen- punkte | Platz | Playoffs                        |
| ---- | ------ | ----- | ------ | ----- | ------------- | ----- | ------------- | ---------------- | ----- | ------------------------------- |
| 2006 | 13     | 11    | 1      | 1     | 412:210       | +202  | 5             | 51               | 1.    | Finalsieg gegen Hurricanes      |
| 2007 | 13     | 8     | 0      | 5     | 382:235       | +147  | 10            | 42               | 3.    | Halbfinalniederlage gegen Bulls |
| 2008 | 13     | 11    | 0      | 2     | 369:176       | +193  | 8             | 52               | 1.    | Finalsieg gegen Waratahs        |
| 2009 | 13     | 8     | 1      | 4     | 231:198       | +33   | 7             | 41               | 4.    | Halbfinalniederlage gegen Bulls |
| 2010 | 13     | 8     | 1      | 4     | 388:295       | +93   | 7             | 41               | 4.    | Halbfinalniederlage gegen Bulls |

### Super Rugby
| Jahr | Spiele | Siege | Unent. | Ndlg. | Spiel- punkte | Diff. | Bonus- punkte | Tabellen- punkte | Platz | Playoffs                               |
| ---- | ------ | ----- | ------ | ----- | ------------- | ----- | ------------- | ---------------- | ----- | -------------------------------------- |
| 2011 | 16     | 11    | 1      | 4     | 436:273       | +163  | 7             | 61               | 3.    | Finalniederlage gegen Reds             |
| 2012 | 16     | 11    | 0      | 5     | 485:343       | +142  | 9             | 61               | 4.    | Viertelfinalniederlage gegen Bulls     |
| 2013 | 16     | 11    | 0      | 5     | 446:307       | +139  | 6             | 60               | 4.    | Halbfinalniederlage gegen Chiefs       |
| 2014 | 16     | 11    | 0      | 5     | 445:322       | +123  | 7             | 51               | 2.    | Finalniederlage gegen Waratahs         |
| 2015 | 16     | 9     | 0      | 7     | 481:338       | +143  | 10            | 46               | 7.    |                                        |
| 2016 | 15     | 11    | 0      | 4     | 487:317       | +170  | 6             | 50               | 7.    | Viertelfinalniederlage gegen die Lions |
| 2017 | 15     | 14    | 0      | 1     | 544:303       | +241  | 7             | 63               | 1.    | Finalsieg gegen die Lions              |
| 2018 | 16     | 14    | 0      | 2     | 542:295       | +247  | 7             | 63               | 1.    | Finalsieg gegen die Lions              |
| 2019 | 16     | 11    | 3      | 2     | 497:257       | +240  | 8             | 58               | 1.    | Finalsieg gegen die Jaguares           |